# Shark Reef Aquarium
Het Shark Reef Aquarium is een in 2000 geopend aquarium in het Mandalay Bay op de Strip in Las Vegas, Nevada, Verenigde Staten. Het aquarium is eigendom van MGM Resorts International, ook de eigenaar van het Mandalay Bay. Het Shark Reef is aangesloten bij het Association of Zoos and Aquariums.
De totale oppervlakte van het aquarium is 8.800 m² en er staan verschillende kleinere aquaria en een aquarium met een tunnel. Het grootste aquarium heeft een inhoud van 4,9 miljoen liter en is daarmee een van de grootste van de Verenigde Staten. Er bevinden zich onder andere haaien, roggen, verschillende vissen, reptielen en ongewervelden. Er zijn in totaal honderd verschillende diersoorten en het aquarium heeft ongeveer 2.000 verschillende dieren.

## Geschiedenis
Het Shark Reef Aquarium is tegelijk met de bouw van het Mandalay Bay gebouwd en de verschillende aquaria gingen op 2 juni 2000 open voor bezoekers. In 2007 werd de naam van het originele "Shark Reef" veranderd naar het "Shark Reef Aquarium" omdat mensen de oude naam zouden kunnen verwarren met restaurants, bars of nachtclubs. In 2012 werden alle audio en bordjes bij de verschillende verblijven verwijderd om deze te vervangen met interactieve touchscreens.

## Milieuvriendelijk
Werknemers van het Shark Reef Aquarium doen mee in het "Adopt-a-Cove" programma. Hierbij gaan de werknemers met hun families driemaal per jaar het afval rond Lake Mead opruimen. Twee andere manieren waarop geprobeerd wordt om mensen bewust te maken van het milieu. Zo wordt er in samenwerking met de overheid campagne gevoerd om ervoor te zorgen dat mensen hun afval niet door de goot spoelen aangezien dit rechtstreeks naar Lake Mead stroomt en wordt er in de map een extra "In Good Taste" gids gestopt waarin geprobeerd wordt mensen bewust te laten kiezen wanneer zij vis bestellen.

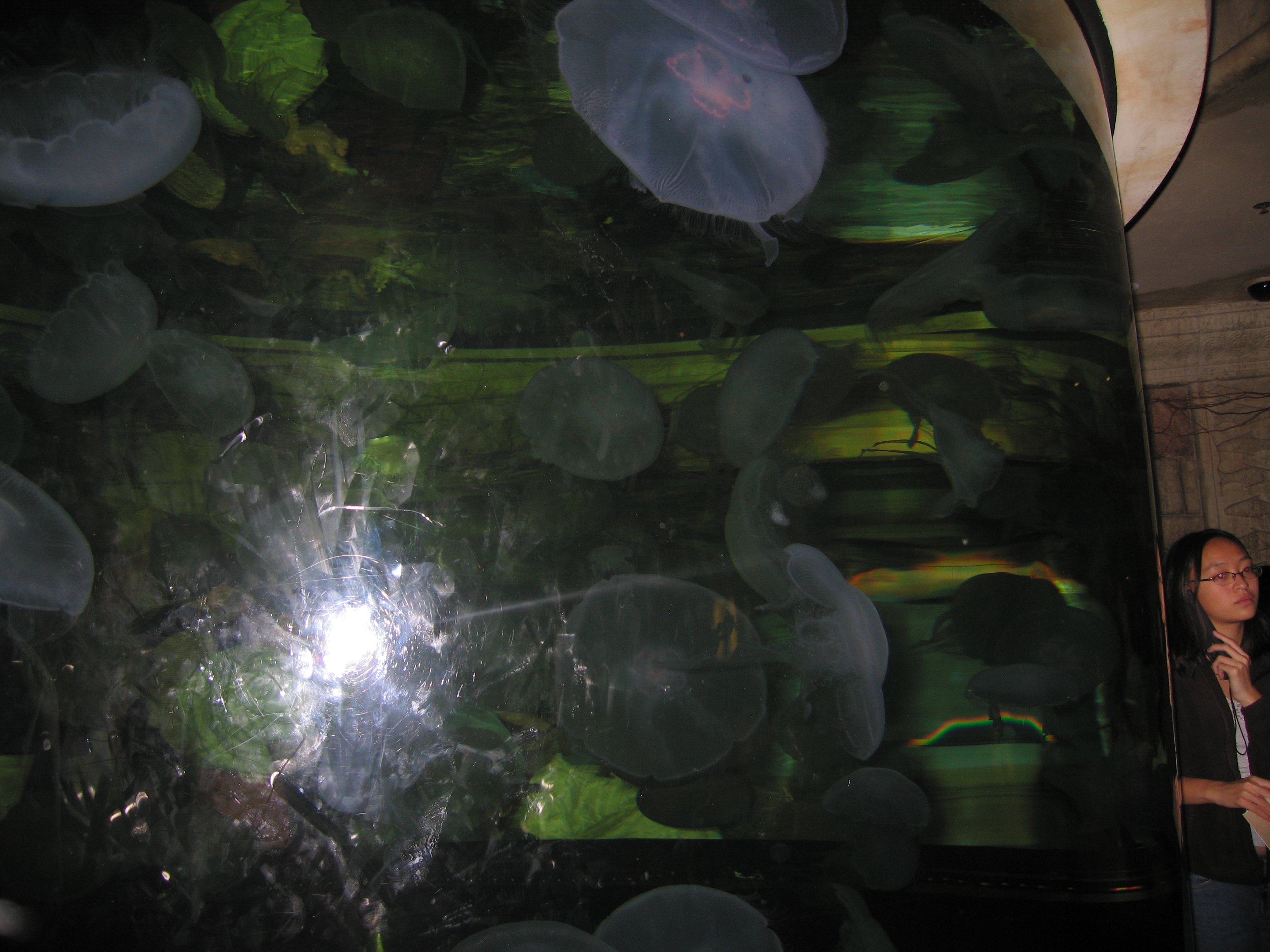
Kwallen in een van de aquaria.

### Devil's Hole Pupfish
Tevens proberen ze bij het aquarium in samenwerking met US Fish and Wildlife Service de Devil's Hole karpers te fokken. Dit doen ze door middel van twee mannetjes uit Devil's Hole en twee vrouwtjes die gehaald zijn bij de Hoover Dam. Ze hopen dat de verschillende vissen zich voort gaan planten. Het aquarium waarin dit fokprogramma loopt is niet zichtbaar voor publiek het wordt wel tentoongesteld aan lokale scholen.

## Aquaria
Het Shark Reef heeft in totaal 12 verschillende soorten aquaria. De grootste hiervan heeft een inhoud van 4,9 miljoen liter. Veel van de aquariums hebben tunnels onder het water door lopen. Naast het hoofdaquarium met de haaien zijn er verschillende kleinere aquaria, vooral zout water. In tegenstelling tot de meeste grote aquariums die vaak dicht bij water in de buurt liggen bevindt het Shark Reef zich midden in een woestijn. Het aquarium is ontwikkeld door het Vancouver Aquarium Marine Science Centre.

## Diersoorten

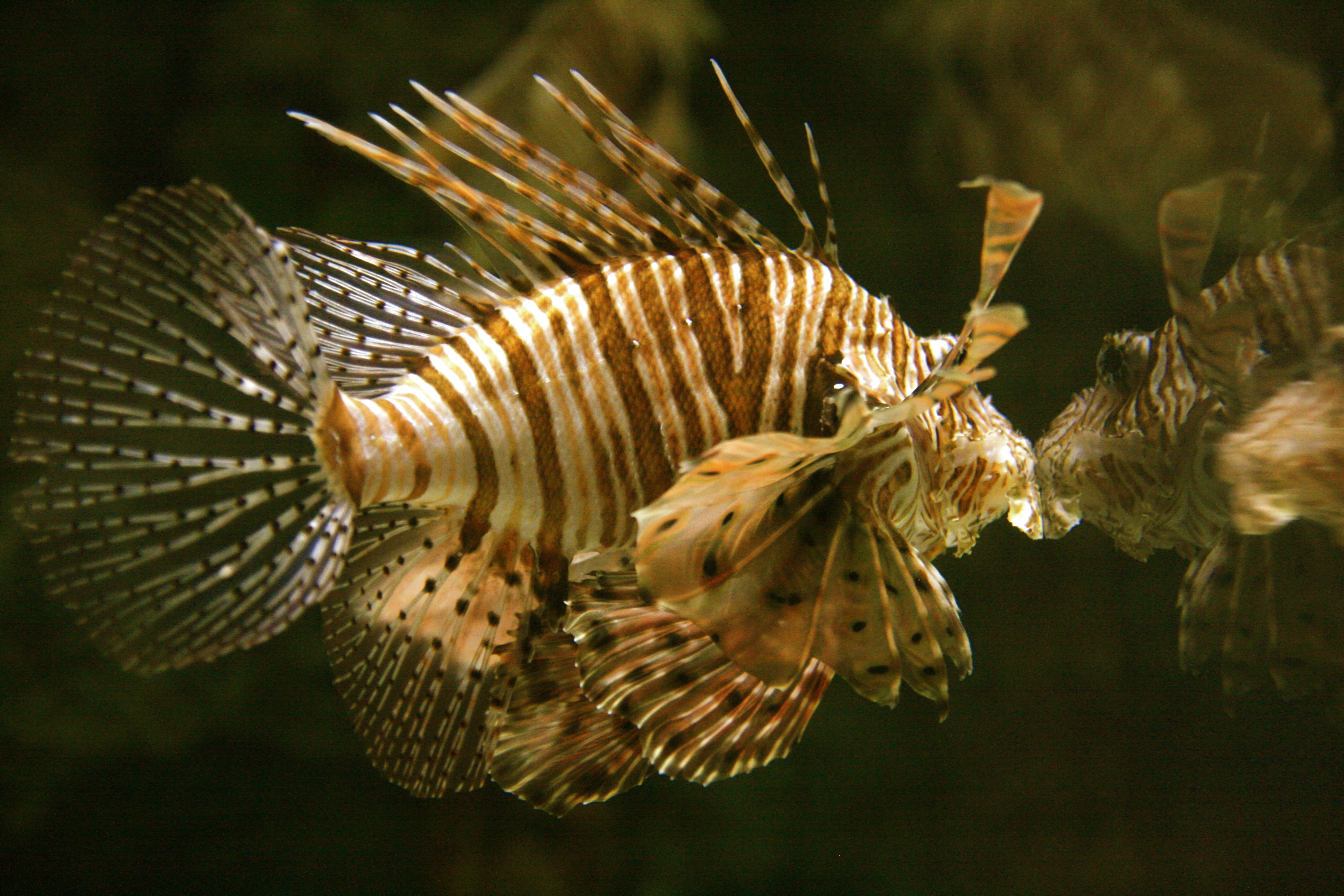
Een koraalduivel in een van de bassins.

Het Shark Reef Aquarium is op te delen in drie gebieden met elk hun eigen populatie. Zo heb je de "Jungle", hierin zitten vooral zoetwaterbassins en komen ook krokodillen en andere reptielen voor. Daarnaast heb je het "Temple" gebied waarin zich een groot deel van de zoutwaterbassins bevindt. Vervolgens heb je nog "Shipwreck", dit is het 4,9 miljoen liter grote aquarium waarin de verschillende haaien zwemmen.

### Jungle
In de jungle zijn vooral verschillende reptielen en zoetwatervissen te vinden. Zo hebben ze er bijvoorbeeld komodovaraan en krokodillen. De komodovaraan is afkomstig uit de Miami MetroZoo. Voor de tiende verjaardag van het aquarium, in 2010, ontving het aquarium een tijgerpython en twee roodkeelanolissen. Ook biedt de jungle de thuishaven voor de verschillende tropische vissen zoals de piranha's.

### Temple
In de temple bevinden zich de overige zoutwaterbassins naast het Shipwreck bassin. Hier bevinden zich onder andere de kwallen en een reuzenkraak. Daarnaast heeft de Temple ook een bak waarin men verschillende beesten onder begeleiding aan kan raken. In deze bak zwemmen onder andere degenkrabben en zo nu en dan worden ook de baby zebra haaien losgelaten om aan te kunnen raken.

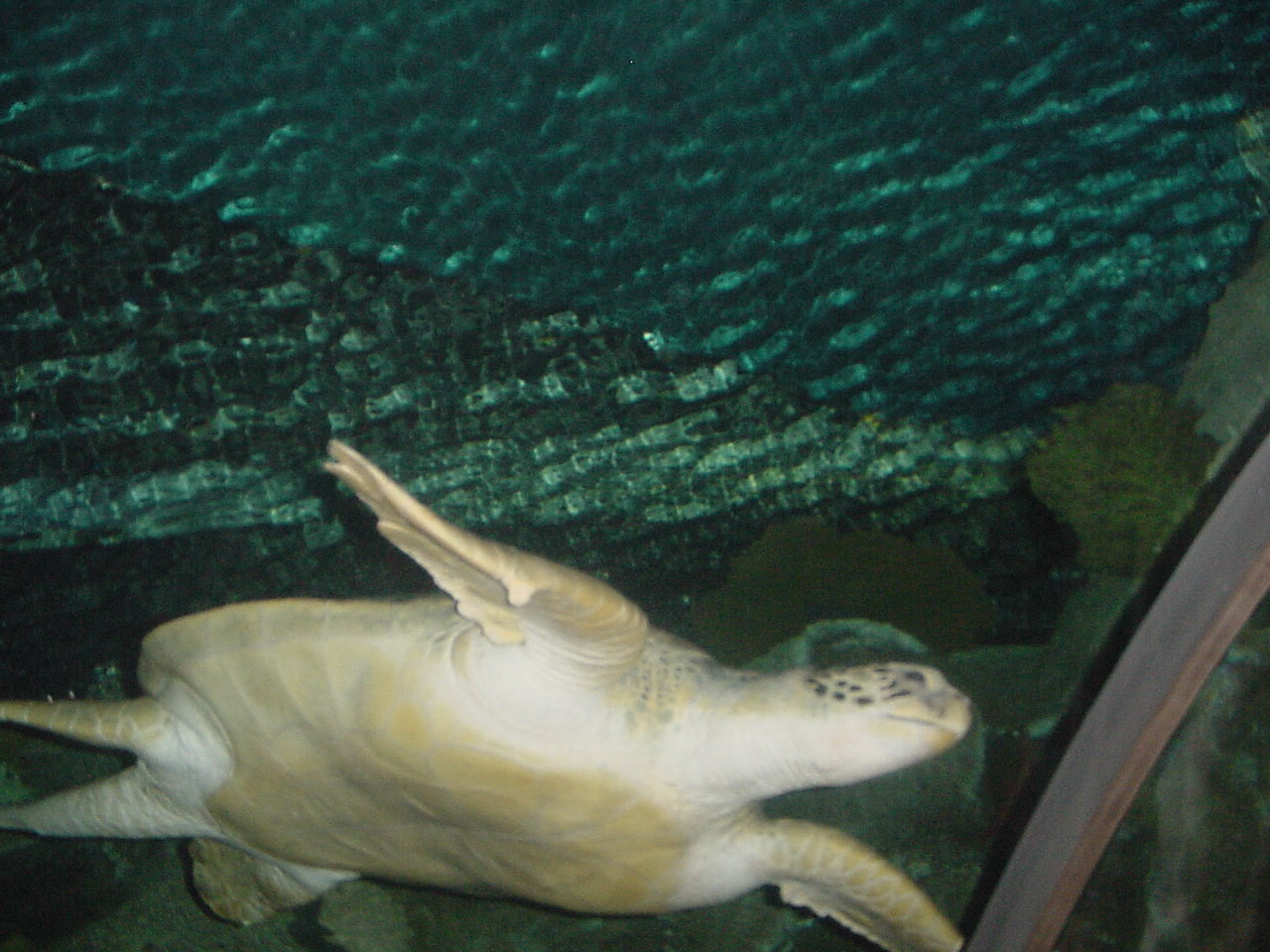
Een groene zeeschildpad in het Shipwreck bassin.

### Shipwreck
In Shipwreck bevindt zich het grootste bassin van het Shark Reef. Het 4,9 miljoen liter grote aquarium biedt een thuis voor verschillende met uitsterven bedreigde diersoorten zoals de groene zeeschildpad.

#### Hamerhaai
Het Shark Reef Aquarium was het eerste ter wereld dat een volledig afgesloten bassin heeft met daarin een grote hamerhaai. Het vrouwelijke exemplaar werd per ongeluk gevangen bij de kust in Florida en in 2001 met een zestien uur durende vlucht overgevlogen naar het Mandalay Bay. Hier heeft het dier nog tweeënhalf jaar in quarantaine gezwommen om te groeien, alvorens de medewerkers toestemming gaven om het los te laten in het grote bassin. Op 3 november 2003 was de grote hamerhaai voor het eerst zichtbaar voor het publiek.
Een jaar later op 16 december 2004 werd de haai dood aangetroffen in haar verblijf. Na autopsie bleek dat was gestorven aan een infectie in de darmen. De haai was inmiddels gegroeid tot een grootte van twee meter en woog drieënveertig kilo bij haar dood.